# Happy Birthday to You
Happy Birthday to You (Срећан ти рођендан), или једноставно Happy Birthday, је песма која се традиционално пева на прославама рођендана. Према Гинисовој књизи рекорда из 1998. године, то је најчешће извођена песма на енглеском језику, а за њом следи For He's a Jolly Good Fellow. Основни текст песме је преведен на најмање 18 језика. Мелодија потиче из песме Good Morning to All (Добро јутро свима), чије ауторство се приписује америчким сестрама Пети и Милдред Џеј Хил, мада постоје извори који ову тврдњу оспоравају.
У Сједињеним Америчким Државама и Европској унији песма је у јавном власништву. Компанија Warner Chappell Music је својевремено тврдила да поседује ауторска права на ову песму у САД и у то име су наплаћивали тантијеме. Међутим, 2015. године, њихово ауторско право је проглашено неважећим и компанија је пристала да врати 14 милиона долара накнаде оштећенима.

## Историја
Пети Хил је била директорка једног вртића у Луисвилу (Кентаки), где је развијала савремене наставне методе. Њена сестра Милдред је била пијанисткиња и композиторка. Сестре су песму користиле у раду са малом децом, јер су текст и мелодија једноставни и лака је за певање.
Песму Good Morning to All, са нотама препознатљиве мелодије, сестре су први пут објавиле 1893. у својој пјесмици из 1893. године Song Stories for the Kindergarten. Постоје тврдње да су сестре Хил вероватно копирале мелодију и лирску идеју из других популарних и сличних песама из тог времена, али и оспоравања тих тврдњи.
Као рођенданска песма први пут се јавно појавила почетком 20. века.

## Текст песме
На означеном месту у загради — [ИМЕ] изговара се име особе чији се рођендан слави. 

#### Happy birthday to you
Happy birthday to you

Happy birthday to you

Happy birthday, dear [ИМЕ]

Happy birthday to you.
Пошто дужина слогова и скала имена људи могу да варирају, мера која укључује призивање — [ИМЕ] традиционално се бележи короном како би се прилагодио метар.

### Традиција
На енглеском говорном подручју ова песма традиционално се пева на рођенданским забавама, често у тренутку када се износи рођенданска торта . Након што се песма отпева, гости понекад додају и стихове са жељама за дуговечност слављеника. У Уједињеном Краљевству, Ирској, Аустралији и на Новом Зеланду обичај је да, одмах пошто се отпева рођенданска песма, један од гостију повиче „Хип хип...“, а затим му се придруже сви остали гости, одговарајући са "... ура!" (енгл. Hip hip hooray!). Ово скандирање се обично понавља три пута заредом.

## Ауторска права
Као рођенданска песма Happy Birthday to You песма се први пут појавила у штампи 1912. године. Пре тога комплетан текст први пут се појавио у штампи као последња четири стиха песме Едит Гудијер Алџер Roy's Birthday, заштићене ауторским правима 1901. године, али без референци на речи које се певају. Све до 1935. ни једно јавно појављивање ове песме није имало било какво обавештење о ауторским правима. 
Године 1935. Summy Company регистровала је ауторска права, приписавши ауторство америчком композитору Престону Веру Орему и госпођи Р. Р. Форман. Године 1988. ову компанију купила је Warner Chappell Music за 25 милиона долара. Само вредност ауторских права на песму Happy Birthday to You процењена је на 5 милиона долара. Нови власници тврдили су да ауторска права за ову песму у Сједињеним Државама неће истећи до 2030. године и да је неовлашћено јавно извођење песме незаконито осим ако се не плаћају тантијеме. Године 2008. компанија је зарађивала око 5.000 долар дневно од тантијема за ову песму, што је на годишњем нивоу износило 2 милиона долара. У фебруару 2010. године тантијема за једнократну употребу износила је 700 долара. Према једној процени, песма Happy Birthday to You је сингл са највећом зарадом у историји.
Статус ауторских права за песму Happy Birthday to You у Америци почео је да привлачи више пажње доношењем Закона о продужењу рока за ауторска права из 1998. године. Амерички професор права Роберт Браунис детаљно је истраживао песму и 2010. закључио да „готово сигурно више није под ауторским правима“.
Године 2013, америчка редитељка Џенифер Нелсон поднела је групну тужбу, у име своје продуцентске куће Good Morning to You Productions, савезном суду Јужног округа Њујорка против компаније Warner Chappell Music, због лажног полагања ауторских права на песму. Њена компанија је, како би могла песму Happy Birthday to You користити у документарном филму о истој песми и њеној историји, на име ауторских права права платила је 1.500 долара. Њена жалба се у великој мери ослањала на Браунисово истраживање. Тражила је повраћај њеног новца, али и свих хонорара које је компанија прикупила од других филмских стваралаца од 2009. године. У септембру 2015. године савезни судија прогласио је захтев за ауторска права Warner Chappell Music-а неважећим, пресудивши да се ауторска права односе само на одређене клавирске аранжмане песме, а не на њен текст и мелодију. Године 2016. Компанија се нагодила да оштећенима врати 14 милиона долара, а суд је прогласио да је песма Happy Birthday to You у јавном власништву.
У Европској унији ауторска права за песму су истекла 1. јануара 2017. 
Након овог успеха адвокати укључени у овај судски процес поднели су сличне тужбе у вези са другим сличним, популарним песмама — We Shall Overcome и This Land Is Your Land.

## Чувена јавна извођења
Једно од најпознатијих извођења песме Happy Birthday to You било је оно које је Мерилин Монро отпевала у Мадисон сквер гардену 19. маја 1962. године у част америчког председника Џона Кенедија, на прослави његовог 45. рођендана (иако је његов прави рођендан био 10 дана касније). Песма је позната као Happy Birthday Mr. President.
Битлси су, за пету годишњицу Би-Би-Сијевог радио програма, снимили песму Happy Birthday Dear Saturday Club. Овај снимак је уврштен на компилацијски албум On Air – Live at the BBC Volume 2, објављен 2013.
Године 2010. чувени диригент Зубин Мехта дириговао је оркестром који је одсвирао неколико варијације ове песме. Свирали су мелодију у стилу Вагнера, Баха, Моцарта и Бетовена, као и варијације какве би се свирале у локалном духу Беча, Њу Орлеанса или у Мађарској.